# Dienstgrade der sowjetischen Streitkräfte 1955–1992
Nach der Wiedereinführung der Schulterklappen und Schulterstücke im Zeitraum 1943 bis 1955 kam es im Zeitraum 1955 bis 1991 zu weiteren grundlegenden Veränderungen in der Sowjetarmee und den anderen Streitkräften der UdSSR hinsichtlich der Dienstgrade, Rangabzeichen und Uniformen.

## Veränderungen Dienstgradabzeichen

### Schulterklappen Feldeinsatz
Im Dezember 1956 wurde die farbige Rand-Paspelierung an den Schulterklappen der Offiziere geändert. An Stelle der bis dato verwendeten Bordeauxfarbe für Kommandeure und Offiziere mit Führungsaufgaben bzw. Zimtfarbe/Braun für alle übrigen Offiziere wurde die Verwendung nachstehender Waffenfarben verfügt.
- Motorisierte & mechanisierte Schützen – Himbeerfarben
- Artillerie & Panzertruppen –  Schwarz, Rot
- Luftstreitkräfte/Fliegerei – Blau
- Technische Truppen jeglicher Art – 

### Mannschaften, Unteroffiziere und Fähnriche (Praporschtschik/Mitschman)
|                                                                | Mannschaften           | Mannschaften                        | Unteroffiziere                     | Unteroffiziere                  | Unteroffiziere                     | Unteroffiziere                       | Unteroffiziere                                                                           | Fähnriche (Praporschtschiks)              | Fähnriche (Praporschtschiks)                           |
| -------------------------------------------------------------- | ---------------------- | ----------------------------------- | ---------------------------------- | ------------------------------- | ---------------------------------- | ------------------------------------ | ---------------------------------------------------------------------------------------- | ----------------------------------------- | ------------------------------------------------------ |
| Schulterklappen zur Dienstuniform Grundform (Heer)             |                        |                                     |                                    |                                 |                                    |                                      |                                                                                          |                                           |                                                        |
| Schulterklappen zur Dienstuniform Grundform (Luftstreitkräfte) |                        |                                     |                                    |                                 |                                    |                                      |                                                                                          |                                           |                                                        |
| Rangbezeichnung                                                | Soldat (Rjadowoi)      | Gefreiter (Jefreitor)               | Unteroffizier (Mladschi serschant) | Feldwebel (Serschant)           | Oberfeldwebel (Starschi serschant) | bis 1963 Stabsfeldwebel (Starschina) | ab 1964 Stabsfeldwebel (Starschina)                                                      | ab 1971 Praporschtschik (Praporschtschik) | ab 1981 Oberpraporschtschik (Starschi praporschtschik) |
|                                                                | Mannschaften           | Mannschaften                        | Bootsleute                         | Bootsleute                      | Bootsleute                         | Bootsleute                           | Bootsleute                                                                               | Fähnrich (Mitschman)                      | Fähnrich (Mitschman)                                   |
| Schulterklappen zur Dienstuniform Grundform                    |                        |                                     |                                    |                                 |                                    |                                      |                                                                                          |                                           |                                                        |
| Rangbezeichnung                                                | Matrose (Matros, Flot) | Obermatrose (Starschi matros, Flot) | Maat (Starschina 2 statji)         | Bootsmann (Starschina 1 statji) | Hauptbootsmann (Glawny starschina) | Mitschman (bis 1963) (Mitschman)     | Mitschman (1963–1971) (Mitschman) Stabsbootsmann (ab 1971) (Glawny korabelny starschina) | Mitschman (ab 1971) (Mitschman)           | Obermitschman (ab 1981) (Starschi mitschman)           |
| NATO-Rangcode                                                  | OR-1                   | OR-2                                | OR-5                               | OR-6                            | OR-7                               | OR-8                                 | OR-8                                                                                     | WO-1                                      | WO-2                                                   |

Buchstabencodes ab 1972:
1. Der Buchstabenaufdruck CA auf den Heeres-Schulterklappen OR1 bis OR7[1] stand für „Советская Аpмия“ und symbolisierte die Zugehörigkeit zur Sowjetarmee.
2. Der Buchstabenaufdruck auf den Marine-Schulterklappen OR1 bis OR7 symbolisierte die Zugehörigkeit zum jeweiligen Flottengroßverband.[2]
  - Ф – Flotte (Flot), allgemein
    - БФ – Baltische Rotbannerflotte (Baltiski flot)
    - ЧМ – Schwarzmeer-Rotbannerflotte (Tschernomorski flot)
    - СФ – Nordmeerrotbannerflotte (Sewerni flot)
    - ТФ – Pazifik-Rotbannerflotte (Tichookeanski flot)
3. Weitere Buchstabensymbole
  - BB – Truppen des Innenministeriums (Wnutrennie woiska)
  - ВМУ – (Военно-музыкальное Училище Wojenno-musykalnoje Utschilischtsche) – Schüler oder Student einer Militärmusikschule oder Kadett einer Militärkapelle
  - ГБ – (КГБ, KGB) – KGB
  - К – (Курсант, Kursant) – Kursant
  - H – (Нахимовец, Nachimowez) – Seekadett an einer Nachimow-Schule
  - ПВ – (Пограничные войска, Pogranitschnye woiska) – Grenztruppen
  - СШ – (Cпециальная школа, Spezialnaja schkola) – Spezialschule
  - СВУ – (Суворовец, Suworowez) – Kadettenschüler an einer Suworow-Schule

### Offiziere, Generäle und Flaggoffiziere
| Bezeichnung                                             | Leutnante                          | Leutnante            | Leutnante                         | Hauptleute                          | Stabsoffiziere                        | Stabsoffiziere                        | Stabsoffiziere                       | Höhere Kommandeure & Befehlshaber | Höhere Kommandeure & Befehlshaber   | Höhere Kommandeure & Befehlshaber | Höhere Kommandeure & Befehlshaber                         | Höhere Kommandeure & Befehlshaber                         | Höhere Kommandeure & Befehlshaber                                            |       |
| ------------------------------------------------------- | ---------------------------------- | -------------------- | --------------------------------- | ----------------------------------- | ------------------------------------- | ------------------------------------- | ------------------------------------ | --------------------------------- | ----------------------------------- | --------------------------------- | --------------------------------------------------------- | --------------------------------------------------------- | ---------------------------------------------------------------------------- | ----- |
| Schulterstück zur Paradeuniform Landstreitkräfte (Heer) |                                    |                      |                                   |                                     |                                       |                                       |                                      |                                   |                                     |                                   |                                                           |                                                           |                                                                              |       |
| Luftstreitkräfte                                        |                                    |                      |                                   |                                     |                                       |                                       |                                      |                                   |                                     |                                   |                                                           |                                                           |                                                                              |       |
| Rangbezeichnung                                         | Unterleutnant (Mladschi leitenant) | Leutnant (Leitenant) | Oberleutnant (Starschi leitenant) | Hauptmann (Kapitan)                 | Major (Major)                         | Oberstleutnant (Podpolkownik)         | Oberst (Polkownik)                   | Generalmajor (General-major)      | Generalleutnant (General-leitenant) | Generaloberst (General-polkownik) | Armeegeneral bis 1974 \| nach 1974 (General armii)        | Armeegeneral bis 1974 \| nach 1974 (General armii)        | Marschall der Sowjetunion (Marschal Sowjetskogo Sojusa)                      |       |
| Bezeichnung                                             | Leutnante                          | Leutnante            | Leutnante                         | Hauptleute                          | Stabsoffiziere                        | Stabsoffiziere                        | Stabsoffiziere                       | Flaggoffiziere & Befehlshaber     | Flaggoffiziere & Befehlshaber       | Flaggoffiziere & Befehlshaber     | Flaggoffiziere & Befehlshaber                             | Flaggoffiziere & Befehlshaber                             | Flaggoffiziere & Befehlshaber                                                |       |
| Schulterstück zur Paradeuniform Seekriegsflotte         |                                    |                      |                                   |                                     |                                       |                                       |                                      |                                   |                                     |                                   |                                                           |                                                           |                                                                              |       |
| Ärmelabzeichen                                          |                                    |                      |                                   |                                     |                                       |                                       |                                      |                                   |                                     |                                   |                                                           |                                                           |                                                                              |       |
| Rangbezeichnung                                         | Unterleutnant (Mladschi leitenant) | Leutnant (Leitenant) | Oberleutnant (Starschi leitenant) | Kapitänleutnant (Kapitan-leitenant) | Korvettenkapitän (Kapitan 3-go ranga) | Fregattenkapitän (Kapitan 2-go ranga) | Kapitän zur See (Kapitan 1-go ranga) | Konteradmiral (Kontr-admiral)     | Vizeadmiral (Wize-admiral)          | Admiral (Admiral)                 | Flottenadmiral (1943–1955) \| (1962–1994) (Admiral flota) | Flottenadmiral (1943–1955) \| (1962–1994) (Admiral flota) | Flottenadmiral der Sowjetunion (1955–1991) (Admiral flota Sowetskowo Sojusa) |       |
| NATO-Rangcode                                           | OF-1                               | OF-1                 | OF-1                              | OF-2                                | OF-3                                  | OF-4                                  | OF-5                                 | OF-6                              | OF-7                                | OF-8                              | OF-9                                                      | OF-9                                                      | OF-10                                                                        | OF-10 |

Anmerkung:

Die im Bereich der NATO gebräuchliche Abkürzung „OF“ steht für englisch officer / französisch officier / deutsch Offizier / russisch офицер.
Beschreibung Ärmel-Rangabzeichen:
- OF1c – Unterleutnant: Offiziersstern (Goldfarben klein), ein Streifen breit (Goldfarben)
- OF1b – Leutnant: Offiziersstern, ein Streifen schmal (Goldfarben), ein Streifen breit
- OF1a – Oberleutnant: Offiziersstern, zwei Streifen breit
- OF2 – Kapitänleutnant: Offiziersstern, ein Streifen schmal, zwei Streifen breit
- OF3 – Korvettenkapitän: Offiziersstern, drei Streifen breit
- OF4 – Fregattenkapitän: Offiziersstern, vier Streifen breit
- OF5 – Kapitän zur See: Offiziersstern, Basisstreifen Admiral (sehr breit, Goldfarben)
- OF6 – Konteradmiral: Admiralsstern (Goldstickerei, mit Staatsemblem Hammer & Sichel im Zentrum), Basisstreifen Admiral, ein Streifen breit
- OF7 – Vizeadmiral: Admiralsstern, Basisstreifen Admiral, zwei Streifen breit
- OF8 – Admiral: Admiralsstern, Basisstreifen Admiral, drei Streifen breit
- OF9 – Flottenadmiral: Marschallstern (Goldstickerei, ohne Staatsemblem), Basisstreifen Admiral, drei Streifen breit, ein Streifen schmal
- OF10 – Flottenadmiral der Sowjetunion: Marschallstern mit Eichenlaubkranz oben ca. 20° geöffnet, Basisstreifen Admiral, vier Streifen breit

### Spitzendienstgrade
| Marschälle und Oberbefehlshaber der sowjetischen Streitkräfte | Marschälle und Oberbefehlshaber der sowjetischen Streitkräfte | Marschälle und Oberbefehlshaber der sowjetischen Streitkräfte | Marschälle und Oberbefehlshaber der sowjetischen Streitkräfte | Marschälle und Oberbefehlshaber der sowjetischen Streitkräfte | Marschälle und Oberbefehlshaber der sowjetischen Streitkräfte | Marschälle und Oberbefehlshaber der sowjetischen Streitkräfte | Marschälle und Oberbefehlshaber der sowjetischen Streitkräfte | Marschälle und Oberbefehlshaber der sowjetischen Streitkräfte | Marschälle und Oberbefehlshaber der sowjetischen Streitkräfte | Marschälle und Oberbefehlshaber der sowjetischen Streitkräfte | Marschälle und Oberbefehlshaber der sowjetischen Streitkräfte | Marschälle und Oberbefehlshaber der sowjetischen Streitkräfte | Marschälle und Oberbefehlshaber der sowjetischen Streitkräfte | Marschälle und Oberbefehlshaber der sowjetischen Streitkräfte |
| ------------------------------------------------------------- | ------------------------------------------------------------- | ------------------------------------------------------------- | ------------------------------------------------------------- | ------------------------------------------------------------- | ------------------------------------------------------------- | ------------------------------------------------------------- | ------------------------------------------------------------- | ------------------------------------------------------------- | ------------------------------------------------------------- | ------------------------------------------------------------- | ------------------------------------------------------------- | ------------------------------------------------------------- | ------------------------------------------------------------- | ------------------------------------------------------------- |
| Schulterstück zur Paradeuniform                               |                                                               |                                                               |                                                               |                                                               |                                                               |                                                               |                                                               |                                                               |                                                               |                                                               |                                                               |                                                               |                                                               |                                                               |
| Rangbezeichnung                                               | Marschall der Waffengattung                                   | Marschall der Waffengattung                                   | Marschall der Waffengattung                                   | Marschall der Waffengattung                                   | Marschall der Waffengattung                                   | Hauptmarschall der Waffengattung                              | Hauptmarschall der Waffengattung                              | Hauptmarschall der Waffengattung                              | Hauptmarschall der Waffengattung                              | Hauptmarschall der Waffengattung                              | Marschall der Sowjetunion                                     | Generalissimus der Sowjetunion (unbestätigtes Projekt)        |                                                               |                                                               |
| NATO-Rangcode                                                 | OF-9                                                          | OF-9                                                          | OF-9                                                          | OF-9                                                          | OF-9                                                          | OF-9                                                          | OF-9                                                          | OF-9                                                          | OF-9                                                          | OF-9                                                          | OF-10                                                         | Generalissimus der Sowjetunion (unbestätigtes Projekt)        |                                                               |                                                               |
| Oberbefehlshaber der Seekriegsflotte                          |                                                               |                                                               |                                                               |                                                               |                                                               |                                                               |                                                               |                                                               |                                                               |                                                               |                                                               |                                                               |                                                               |                                                               |
| Schulterstück zur Paradeuniform                               | —                                                             | —                                                             | —                                                             | —                                                             | —                                                             | —                                                             | —                                                             | —                                                             | —                                                             | —                                                             |                                                               | —                                                             |                                                               |                                                               |
| Rangbezeichnung                                               | —                                                             | —                                                             | —                                                             | —                                                             | —                                                             | —                                                             | —                                                             | —                                                             | —                                                             | —                                                             | Flottenadmiral der Sowjetunion (1955–1991)                    | —                                                             |                                                               |                                                               |
| NATO-Rangcode                                                 |                                                               |                                                               |                                                               |                                                               |                                                               |                                                               |                                                               |                                                               |                                                               |                                                               | OF-10                                                         |                                                               |                                                               |                                                               |